# Starfire
Starfire ist ein US-amerikanisch-japanischer Science-Fiction-Film aus dem Jahr 1990. Regie führte Richard C. Sarafian. Der Film basiert auf dem Buch Kuraishisu niju-goju nen, das der Japaner Takeshi Kawata 1990 verfasste. Der Film startete am 6. August 1992 in einigen deutschen Kinos.

## Handlung
Im Jahr 2050 hat die Aktivität der Sonne enorm zugenommen. Hitze und schwere Stürme beeinträchtigen das Leben auf der Erde. Als Forscher herausfinden, dass eine gigantische Sonneneruption bevorsteht, die direkt die Erde treffen würde, wird das Projekt Helios ins Leben gerufen.
Das Raumschiff Helios soll die Sonde Ra nahe zum Sonnenquadranten 17 bringen und die Antimateriebombe Freddy dort platzieren und zur Explosion bringen, wo die Eruption zu entstehen droht. Leiter der Mission ist Steve Kelso. Sein Vater Admiral Skeet Kelso ist auf der Suche nach Steves Sohn Mike, der von der Militärakademie geflohen ist, um seinen Vater vor der Abreise zur Sonne noch ein letztes Mal zu sehen.
Der Konzern IXL glaubt hingegen nicht an die Starfire-Theorie und kauft alle Lebensmittelvorräte auf, um nach überstandener Krise großen Profit machen zu können. Der Chef von IXL, Arnold Teague, will, dass das Projekt Helios scheitert, und lässt die Biogene Alex Noffe, eine leitende Kraft der Helios-Crew und künstlich gesteigerte Intelligenz, umprogrammieren, um die Mission zu sabotieren.
Trotz mehrerer daraus resultierender Unfälle kann die Helios die Sonne erreichen. Der Pilot der Sonde, Ken Minami, stirbt jedoch bei dem Versuch, die manipulierte Bombe Freddy zu entschärfen. In letzter Sekunde besinnt sich Alex Noffe auf ihre eigentliche Aufgabe und fliegt die Ra in einer Kamikazeaktion in die Sonne. Sie kann so die tödliche Sonneneruption abwenden.
Auf der Erde hatte zwischenzeitlich Admiral Kelso seinen Enkel in der Wüste aufgespürt, nachdem dieser mit Hilfe des Einsiedlers Travis Richards den Häschern von IXL entkommen konnte.

## Kritiken
Das Lexikon des internationalen Films schrieb:„Thematisch ernsthafter, inszenatorisch aber mangelhafter Science-Fiction-Film, der die wirren Handlungsstränge nicht visuell, sondern mit vielen Dialogen mühsam verbindet.“

## Sonstiges
- Der 55 Mio. US-Dollar teure Film wurde in den USA direkt auf Video veröffentlicht, kam in Deutschland allerdings für kurze Zeit ins Kino. Regisseur Richard C. Sarafian war mit dem Endschnitt so unzufrieden, dass er seinen Namen von dem Projekt zurückzog. In den Credits wird deswegen als Regisseur das Pseudonym Alan Smithee genannt.
- Das Raumschiff- und Fahrzeugdesign stammt vom Industriedesigner Syd Mead.
- Die Spezialeffekte entstanden in der Firma Boss Film Corporation, die dem Produzenten des Films, Richard Edlund, gehört.
- Starfire war der letzte Film von Richard C. Sarafian, er beendete danach seine Karriere als Regisseur. Sein Sohn Deran Sarafian ist ebenfalls Regisseur (Tödliche Geschwindigkeit).

## Vergleiche
Ein ähnliches Thema behandelt der Film Sunshine (2007) von Danny Boyle.